# ジン・アーソ
ジン・アーソ (Jyn Erso) は、『スター・ウォーズシリーズ』の登場キャラクター。『ローグ・ワン/スター・ウォーズ・ストーリー』の主人公で、銀河帝国の超兵器デス・スターの設計図奪取を図る「ローグ・ワン」のメンバー。
英国人女優のフェリシティ・ジョーンズが演じ、日本語吹き替えは渋谷はるかが担当している。批評家からはキャラクターを「オリジナル・トリロジー」のハン・ソロ、「シークエル・トリロジー」のレイと比較して論評されている。

## 創造と設定

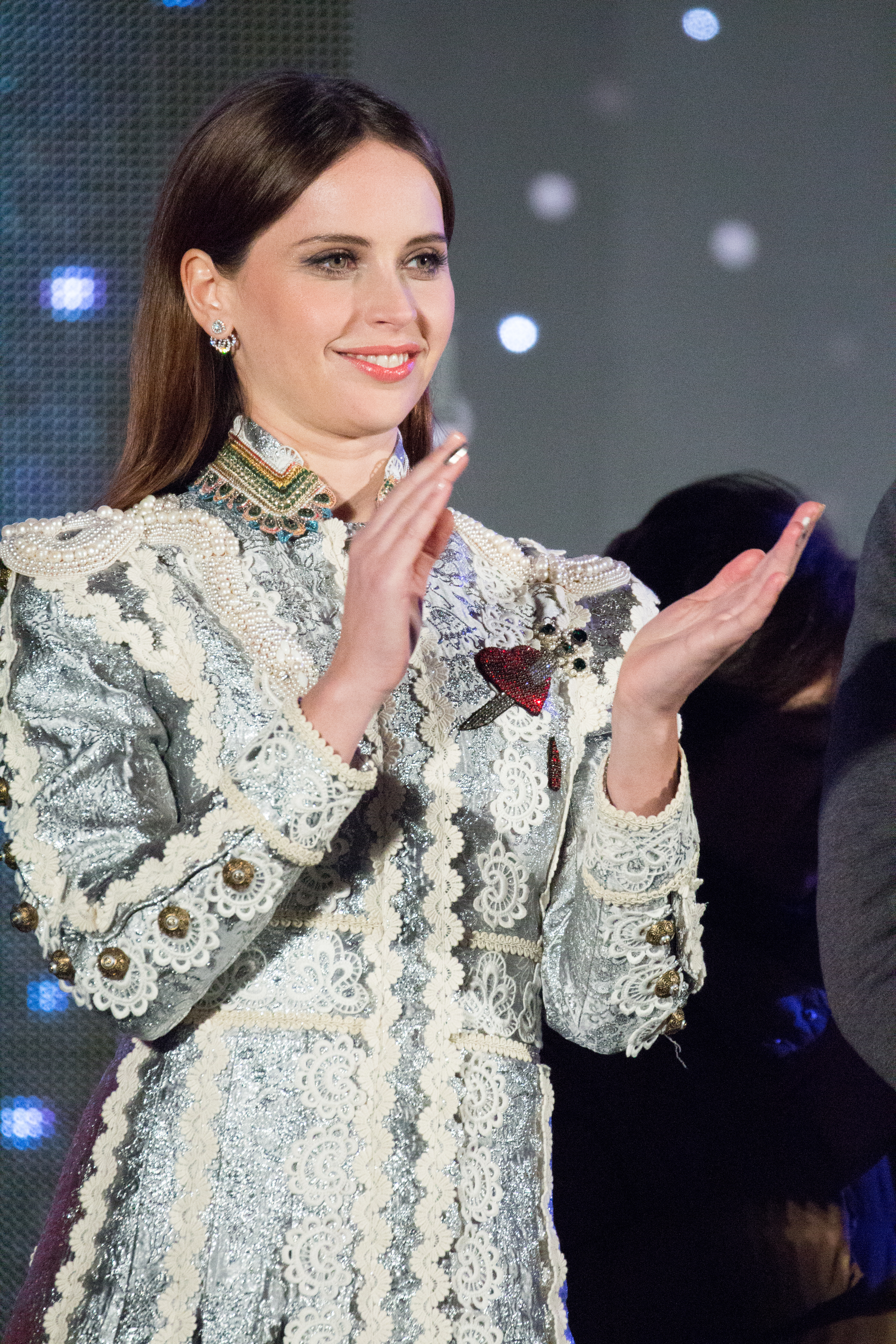
フェリシティ・ジョーンズ

ジョン・ノールは自分の娘から発想を得て、ジン・アーソのキャラクターを作り出した。
2015年1月、ハリウッド・リポーターは『ローグ・ワン』の主役候補として、タチアナ・マスラニー、ルーニー・マーラ、フェリシティ・ジョーンズなど複数の女優が選考を受けていることを報じた。2月にジョーンズが主役として最終的な交渉中であることが報じられ、3月12日に彼女の起用が正式に発表された。
ジン・アーソは科学者ゲイレン・アーソの娘で、父は帝国軍のオーソン・クレニックにデス・スターの開発を強要され、母ライラは帝国軍に射殺される。ジンは父の友人で反乱同盟軍の過激派分子「パルチザン」のリーダーであるソウ・ゲレラに保護され、彼に育てられ戦闘術を教え込まれる。IGNのエリック・ゴールドマンは、「幼少期のトラウマが原因で、彼女は身を守るために壁を作るようになった」と述べ、ポップマターズのクリス・バーサンティは、幼少期の悲劇が「彼女を冷笑的にし、反乱同盟軍に助力することを躊躇させた」と付け加えた。ヒラリー・バシスはヴァニティ・フェアに寄稿し、ジンのバックストーリーは「『スター・ウォーズシリーズ』最大の資源であるファーザー・コンプレックスに頼っている」と指摘している。
ジンのキャラクターについて、デイリー・テレグラフは「いかにも悪党らしく、ハン・ソロ的なスタイルのヒロイン」、ハリウッド・リポーターのトッド・マッカーシーは「運命に導かれて、銀河で最も広大な強国と戦う女戦士」と批評している。エンターテインメント・ウィークリーのクリス・ナシャワティは、「勇猛な戦士」「立ち上がるリーダー」と述べている。A・O・スコットはニューヨーク・タイムズに寄稿し、「ジンのジェダイ的理想主義は、ハンフリー・ボガート的シニシズムのヒントによって最初に注目される。彼女は同盟軍を疑い、帝国を軽蔑し、ソウ・ゲレラに複雑な感情を抱いている」と述べている。ローリング・ストーンのピーター・トラヴァースは、ジンを「生まれながらの反乱者」と呼び、ザ・ニューヨーカーのリチャード・ブロディは「ジンは反乱の精神を少しも抱いていなかった」が、ゲレラや同盟軍と行動を共にするうちに「非政治的な生者から活発な反乱者へと移行した」と批評している。
ジン役のジョーンズは、演じる際にソロを演じたハリソン・フォードが表現した不遜さを意識して演じている。また、ファンの間で「ジンはレイの母親ではないか」という憶測が流れていたことに対して、彼女は「レイとジンには血のつながりはありません」と否定している。

## 劇中の活躍

### 『ローグ・ワン』
ジンの父ゲイレンは帝国軍のクレニックに強要されてデス・スターの開発に参加させられ、母ライラは彼女を逃がすために帝国軍に殺される。逃げ延びたジンは、父の友人であるゲレラに保護され彼に育てられるが、成長後に彼と決別する。
15年後。ジンは数々の犯罪行為で帝国軍に逮捕されるが、反乱同盟軍に助け出される。同盟軍は、ゲレラが入手した帝国軍の超兵器の設計図を受け取るため、彼と関係のあるジンに協力を求める。ジンは同盟軍情報部のキャシアンとK-2SOと共に惑星ジェダに向かいゲレラと再会し、ゲイレンが記録したメッセージを確認し、超兵器がデス・スターであることを知る。同じころ、クレニックはデス・スターの試射実験の標的としてジェダ・シティを攻撃し、ジンたちはゲレラのアジトから脱出する。
ジンたちはゲイレンがいる惑星イードゥーの研究施設に向かうが、同時に研究施設は同盟軍の攻撃で壊滅し、彼女は攻撃の巻き添えで重傷を負った父と再会し、最期を看取る。同盟軍基地があるヤヴィン第4惑星に到着したジンたちは、デス・スター設計図を奪取するため帝国軍施設のある惑星スカリフに向かうことを提案するが、同盟市民政府の議員たちは彼女たちの情報の信憑性を疑い、提案を却下する。ジンはキャシアンたち賛同者と共に志願部隊「ローグ・ワン」として独断でスカリフに向かう。ジンとキャシアンは「ローグ・ワン」メンバーの犠牲の上に設計図を奪取して同盟軍艦隊に送信するが、デス・スターの攻撃に巻き込まれ、キャシアンと共に死亡する。

### 『フォース・オブ・デスティニー』
ジンはレイア・オーガナやアソーカ・タノなど女性キャラクターを描いたウェブアニメ『スター・ウォーズ/フォース・オブ・デスティニー』にも登場している。「The Stranger」ではストームトルーパーに連れ去られそうになった少女を助け出し、「Accidental Allies」では『スター・ウォーズ 反乱者たち』のサビーヌ・レンと出会っている。

### 小説版
ジェームズ・ルシーノの小説『カタリスト』にも登場する。銀河共和国時代末期のクローン大戦中、アーソ一家は分離主義者に拉致され、共和国軍少佐クレニックに救出される。超兵器開発部門に所属するクレニックは、ゲイレンにカイバークリスタルを利用したエネルギー技術開発を依頼するが、真の目的はデス・スター開発に必要な技術を開発させることだった。ゲイレンとライラはクレニックの依頼を疑い始め、ジンを逃がそうとする。

## 評価

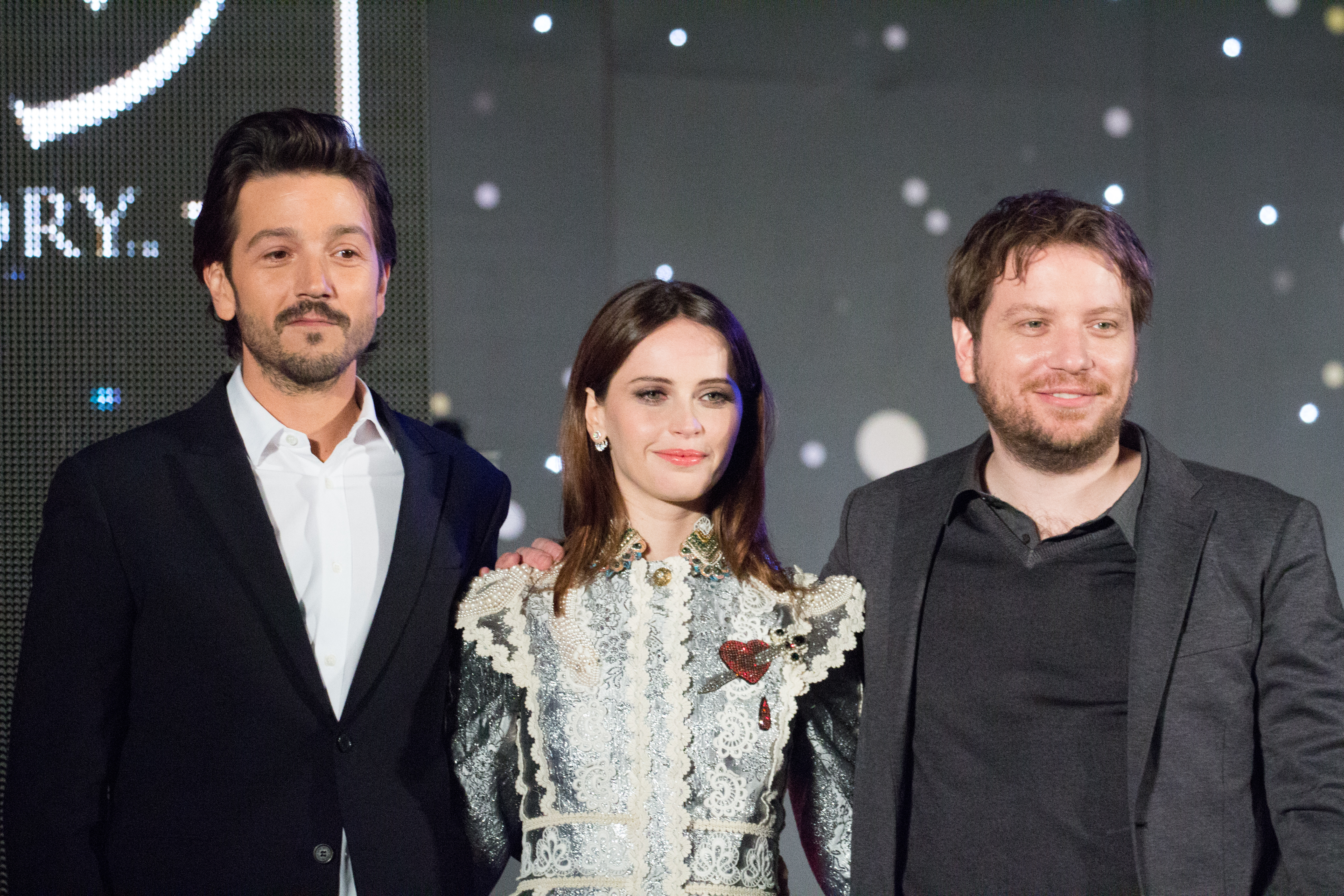
『ローグ・ワン』ジャパンプレミアでのスタッフ・キャスト（左からディエゴ・ルナ、フェリシティ・ジョーンズ、ギャレス・エドワーズ）

A・O・スコットは、「フェリシティ・ジョーンズは機転が利く現代的なヒロインで、伝統的な『スター・ウォーズ』への素晴らしい追加となった」と批評した。ピーター・ブラッドショーはガーディアンに寄稿し、「ジョーンズはキャリー・フィッシャーやデイジー・リドリーのような女性リーダーであり、王女のような裕福な人間ではないものの確かな目的意識を持っている」と批評した。ピーター・トラヴァースはジョーンズを「極上」、ジンを「偉大な女戦士」と評価し、ロサンゼルス・タイムズのジャスティン・チャンはジョーンズの「同情的な残忍性」のある役を称賛した。IndieWireのデヴィッド・イーリヒは『スター・ウォーズ/フォースの覚醒』のレイと比較して、「エピソード7の勇気のあるヒロインと区別が付かない」と批評した。
クリス・ナシャワティは、「ジョーンズは彼女を温かい演技で、単なる駒以上のキャラクターに変化させた」と批評している。ワシントン・ポストのアン・ホーナディは、ジョーンズとリドリーのキャラクター双方に関連性があることを指摘している。ハリウッド・リポーターのグレイム・マクミランは、ジンが受動的なキャラクターであることを批判した。